# Aldetrude di Maubeuge
Aldetrude di Maubeuge (VII secolo – Maubeuge, 696) è stata una monaca cristiana franca, che divenne badessa dell'abbazia di Maubeuge. È venerata come santa dalla Chiesa cattolica.

## Biografia
Aldetrude, figlia di san Vincenzo di Soignies e di santa Valdetrude, era nipote di sant'Aldegonda.
Avrebbe sposato Valdeberto VI di Lommois (suo zio materno) e sarebbe la madre di Valdberto VII di Lommois.
Rimasta vedova, entrò nell'Abbazia di Mauberge, della quale divenne badessa nel 684, succedendo alla zia Aldegonda, carica che mantenne fino alla morte. Le successe la sorella Madelberta o Amalberga. 
Venerata come santa dalla Chiesa cattolica, la sua Memoria liturgica cade il 25 febbraio.